# Saint-Anthème
 Saint-Anthème  là một xã thuộc tỉnh Puy-de-Dôme trong vùng Auvergne miền trung nước Pháp. Xã này nằm ở khu vực có độ cao trung bình 943 mét trên mực nước biển.